# Ганс Байссвенгер
Ганс «Байссер» Байссвенгер (нім. Hans „Beißer“ Beißwenger; 8 листопада 1916, Швебіш-Галль, Німецька імперія — 6 березня 1943, Стара Русса, РРФСР) — німецький льотчик-ас винищувальної авіації, оберлейтенант резерву люфтваффе, унтерштурмфюрер СС (9 листопада 1942). Кавалер Лицарського хреста Залізного хреста з дубовим листям.

## Біографія
Син вчителя народної школи. Після закінчення реальної гімназії вступив в СС (посвідчення № 277 463) і був зарахований у 79-й штандарт СС. Після проходження стажування в Імперській службі праці 2 листопада 1937 року вступив в люфтваффе, служив у зенітній артилерії. Після початку Другої світової війни в 1939 році направлений на навчання в училище винищувальної авіації. В жовтні 1940 року зарахований в 6-у ескадрилью 54-ї винищувальної ескадри. Свою першу перемогу здобув 7 квітня 1941 року під час Балканської кампанії. Учасник Німецько-радянської війни. З червня 1942 року — командир 6-ї ескадрильї 54-ї винищувальної ескадри. 26 вересня 1942 року здобув свою 100 перемогу. В бою 6 березня 1943 року його літак (Bf.109G-2) атакували 10 радянських винищувачів. Байссвенгеру вдалося збити 2 ЛаГГ-3, а потім його літак був протаранений винищувачем старшого лейтенанта Івана Холодова і впав в озеро Ільмень.
Всього за час бойових дій здійснив понад 500 бойових вильотів та збив 152 літаки.

## Нагороди
- Німецька імперська відзнака за фізичну підготовку в бронзі
- Нагрудний знак пілота
- Залізний хрест
  - 2-го класу (6 травня 1941)
  - 1-го класу (16 серпня 1941)
- Почесний Кубок Люфтваффе (9 серпня 1941)
- Авіаційна планка винищувача в золоті з підвіскою «500»
  - в золоті (20 серпня 1941)
- Німецький хрест в золоті (15 або 17 жовтня 1941)
- Лицарський хрест Залізного хреста з дубовим листям
  - лицарський хрест (9 травня 1942) — за 47 перемог і 265 бойових вильотів.
  - дубове листя (№ 130; 3 жовтня 1942) — за 100 перемог.